# Lucent Technologies
Lucent Technologies était une grande entreprise américaine de télécommunications. Elle était composée de ce qui était autrefois deux filiales de AT&T : Western Electric et Bell Labs. Cette activité a été séparée d'AT&T le 30 septembre 1996 ; plus tard, le 1er décembre 2006, Lucent a fusionné avec son concurrent français, Alcatel pour devenir Alcatel-Lucent.

## Histoire
Une des principales raisons qui a incité AT&T à vendre ses activités de conception et de fabrication d'équipements de télécommunications était de lui permettre de vendre des services et produits à ses concurrents fournisseurs d'accès ; ces clients s'étaient jusque-là montrés hésitants à acheter à un concurrent direct. Les Bell Labs ont apporté du prestige à la nouvelle compagnie, ainsi que les revenus obtenus par les milliers de brevets déposés. À l'heure de sa séparation avec AT&T, Lucent a été placé sous la conduite de Henry Schacht, qui a supervisé la transition entre AT&T et la nouvelle société devenue indépendante.
Richard McGinn succède à Schacht comme président en 1997. Le titre Lucent est alors devenu une des actions « chéries » de la bourse vers la fin des années 1990, passant de 7,56$ à 84$ début 2000. Cependant, à partir du 6 janvier 2000, Lucent fait une première série d'annonces correctives à ses évaluations trimestrielles, et lorsqu'est révélé plus tard l'emploi de pratiques douteuses en matière de comptabilité et de ventes, Lucent tombe de son piédestal. En octobre 2002, alors que le cours de l'action atteint 55 cents, Henry Schacht revient par intérim pour remplacer McGinn.
En 1999, Lucent acquiert Ascend Communications, un équipementier télécom d'Alameda en Californie. Lucent a également envisagé d'acquérir Juniper Networks mais a finalement décidé à la place de construire ses propres routeurs en interne. En avril 2000, Lucent vend son unité de produits de consommation VTech et Consumer Phone Services. En octobre 2000, l'entreprise se sépare de sa division Business (donnant naissance à Avaya), puis en juin 2002, se défait de sa division de microélectronique (donnant naissance à Agere Systems). En 2002, Lucent a commencé à faire des coupes significatives dans son systèmes d'assurance sociale et dans les indemnités de ses 125 000 retraités. Bien que Lucent prétende que ces économies soient nécessaires à sa survie, elles ont néanmoins donné suite à plusieurs procès, produisant un flot continu de publicité négative dans les médias. En 2005, Lucent avait 30 500 employés, après avoir eu plus de 165 000 employés à son zénith, son chiffre d'affaires s'élevait à 9,44 milliards de dollars.
Lucent travaillait dans le secteur des télécommunications, fabricant du matériel actif de transmission et de routage des données transportées sur des câbles en cuivre, fibres optiques et par radio (réseaux sans fil).
Succédant à Schacht qui reste membre du conseil d'administration, Patricia Russo a dirigé la compagnie, jusqu'à la fusion avec Alcatel.
Le 2 avril 2006, Lucent a finalement avalisé son rachat-fusion par Alcatel, qui a 1,5 fois sa taille.
Au 1er décembre 2006, l'entité Alcatel-Lucent est effectivement formée. Patricia Russo en assure la direction générale, tandis que Serge Tchuruk assure la présidence du conseil d'administration.
Lucent est condamné en 2010 à une amende de 2,5 millions de dollars pour des actes de corruption en Chine.

## Divisions
Elle est divisée en trois secteurs d’activité :
- Solutions réseaux
- Services à l'international
- Bell Labs - crée en 1925 comme la filiale de R&D de Bell System. C'était une filiale d'AT&T détenue entre AT&T et Western Electric. Bell Labs a accumulé plus de 31 000 brevets lors de son existence, certains concernent le développement de la LED et la découverte de la mesure du son.

## Site de Murray Hill

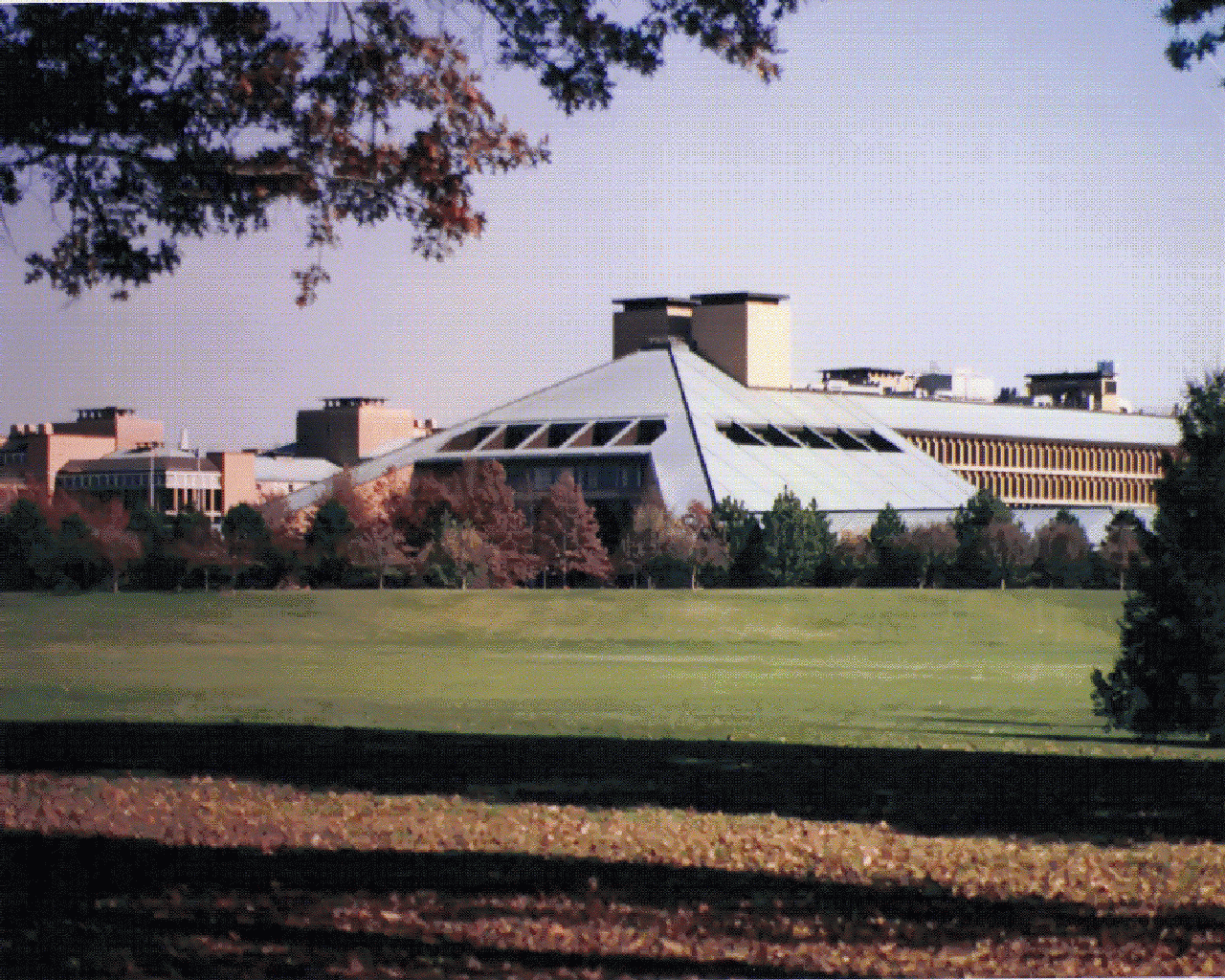
Siège de Lucent à Murray Hill.

La chambre anéchoïque de Murray Hill, construite en 1940, est la plus ancienne au monde. La salle à l'intérieur mesure approximativement 9,2 m (30 pieds) de haut par 8,5 m (28 pieds) de large par 9,7 m (32 pieds) de profondeur. Les murs extérieurs en béton et en brique sont d'environ 90 cm (3 pieds) d'épaisseur pour empêcher le bruit extérieur d'entrer dans la chambre. La chambre absorbe plus de 99,995% de l'énergie acoustique au-dessus de 200 hertz. La chambre de Murray Hill est citée dans le livre Guinness des records du monde comme la salle la plus silencieuse du monde. Il est possible d'entendre les bruits des battements du cœur.
Le site de Murray Hill regroupe le siège principal de Lucent Technologies. Il possède également le plus grand toit en cuivre du monde. Lorsque Lucent Technologies éprouvait des ennuis financiers en 2000 et 2001, une sur trois des lumières fluorescentes étaient arrêtées, de même que sur le site de Naperville.

## Logo
Le logo de Lucent, l'anneau d'innovation, a été conçu par Landor Associates, près de San Francisco. Une source interne à Lucent indique que le logo est un symbole bouddhiste zen signifiant « la vérité éternelle », Enso, tourné à 90 degrés et modifié. Une autre source indique qu'elle représente les ouroboros mythiques, le serpent tenant sa queue dans sa bouche.

## Historique
- Le 3 avril 2006 - Alcatel annonce qu'il acquiert Lucent Technologies, donnant ainsi naissance au numéro deux mondial des infrastructures de télécommunications ; cette absorption doit déboucher sur une restructuration et la suppression de 8800 emplois dans les 12 mois qui suivent[4].